# Belmura
Belmura (Notranja Murska pokrajina) zgodovinski kraj pri Muri v srednjem veku, obenem zgodovinsko ime Murske Sobote. Belmura je prednik kraja Tótság (Slovenska okroglina), tudi Prekmurja in Porabja.
Najprej v 13. stoletju omenjijo Mursko Soboto, kot Belmura. V srednjeveških ustanovnih pismih pokrajina pri Muri tudi je Belmura. Do leta 1297 pišejo o naselju, kot Szobota, potem 1348, kot Muraszombata. Tukaj je stanel grad (castellum in Belmwra, 1478) naselja in to je bilo središče Belmure.
Pravzaprav Belmura se je razgrnila v okolici Murske Sobote na Ravenskem. Na severu se je razprostirala Dobrazemlja, gospostvo Dobre (danes Neuhaus am Klausenbach, Avstrija, Gradiščanska) in monoštrska cistercijanska opatija. Še v 13. stoletju opatija je imela Dobrazemljo. Na jugu je bil kraj Dolnje Lendave.
V letih 1094-1176 je škof Zagreba nadzoroval Belmuro, ker so ljudje pokrajine bili tudi Slovani, zato jo je ogrski kralj odredil hrvaški škofiji, kar je tudi razlog za vpliv hrvaškega jezika na belmurščino (prekmurščino). Kasneje je Belmura spadala pod škofijo v Gjuru (Győr). Gjurski škof je organiziral dekanijo, ki so jo imenovali Slovenska okroglina, ampak so ljudje še vedno uporabljali ime Belmura  do 15. stoletja.